# 圣旺教堂 (鲁昂)

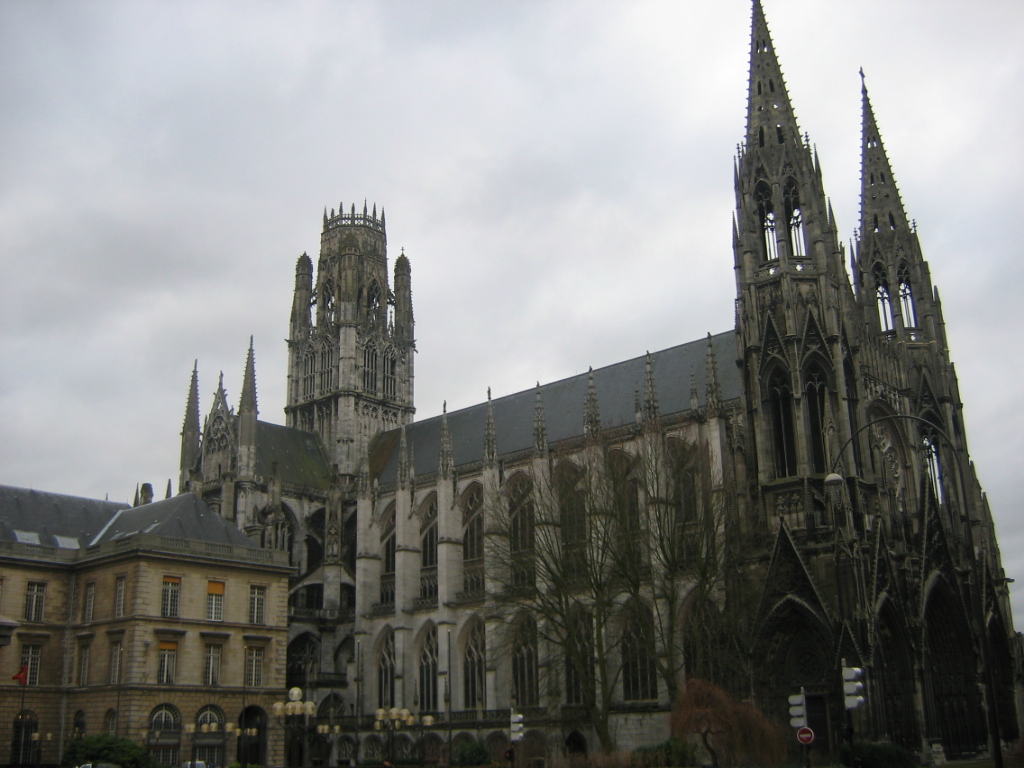
St Ouen, north-west

圣旺教堂（Abbatiale Saint-Ouen）供奉圣欧登诺(St. Audoin of Rouen)，是法国鲁昂的一座大型哥特式教堂，以建筑和巨大的管风琴著称。其建筑规模与鲁昂主教座堂相似，并且与圣马克卢教堂（Saint Maclou）都是鲁昂主要的哥特式建筑。

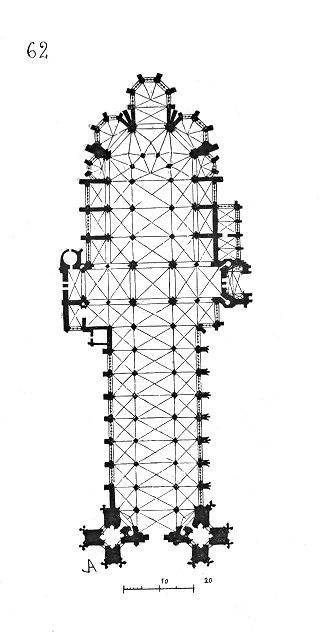
平面图

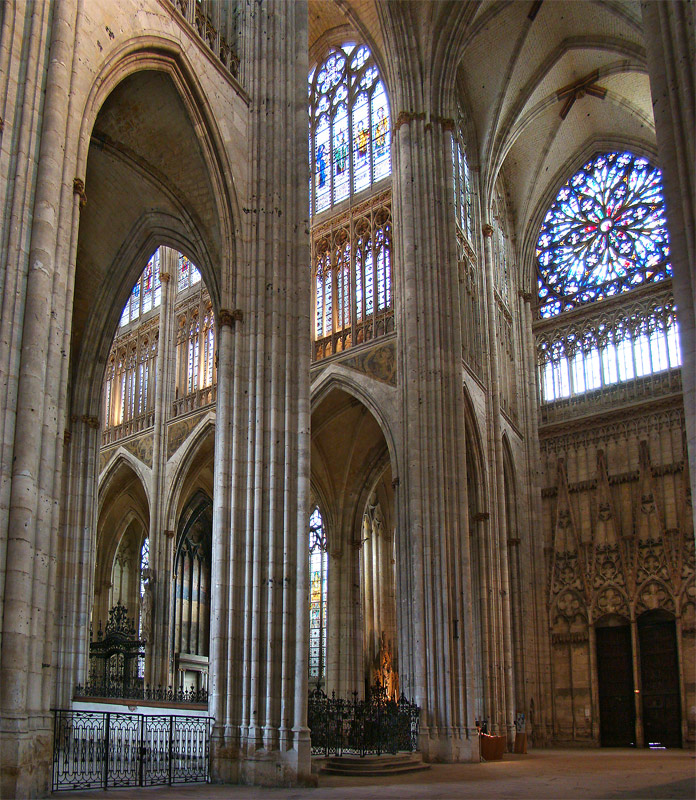
At the transept crossing

圣旺教堂最初属于本笃会修道院，始建于1318年，百年战争期间中断，又遭洗劫，到15世纪建成。1794年遭到镇压。法国革命期间，修道院建筑被腾空，随后由鲁昂市政厅占领。。

## 建筑
教堂长137米，高33米。保存完好的花窗玻璃主要是14世纪作品，普通和磨砂白玻璃面板宝石色彩，因此该教堂内部比通常的哥特式教堂明亮。立面在1851年最终完成。

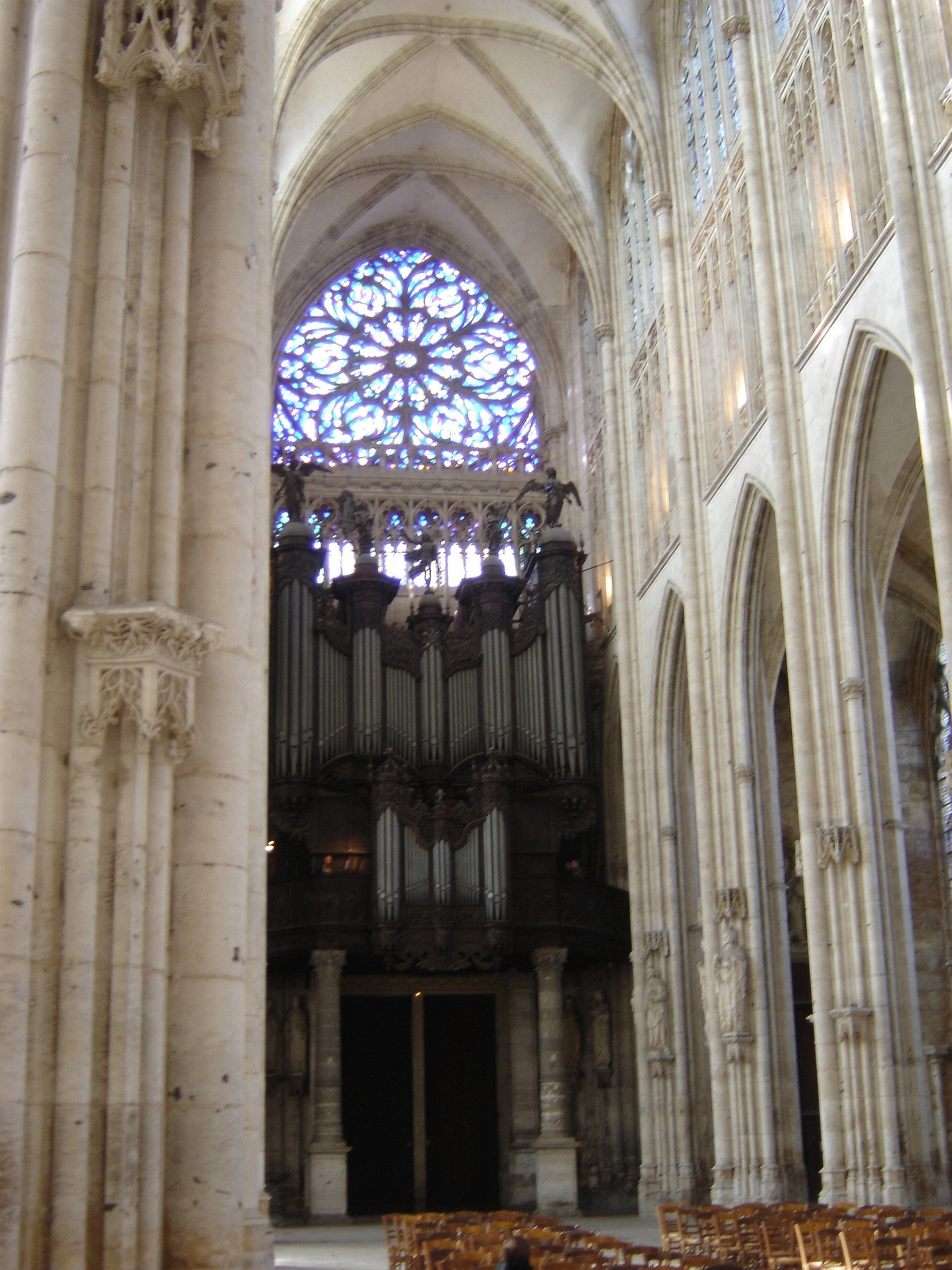
内部和管风琴